# Systembolaget
A Systembolaget ( kiejtése?*) egy állami, monopolhelyzetben levő, alkoholos italokat értékesítő bolthálózat Svédországban. Más üzletekben nem lehet 3,5%-nál nagyobb alkoholtartalommal rendelkező italokat árusítani. A Systembolaget üzletekben a törvény értelmében csak 20 éven felüliek vásárolhatnak alkoholos italokat. Időről időre felmerül, hogy Magyarországon is hasonló bolthálózatot alakítsanak ki az alkoholos italok kereskedelméhez is annak érdekében, hogy csökkentsék a magyarországi alkoholfogyasztás mértékét és az alkoholfogyasztás káros hatásai által okozott társadalmi károkat.
A Systembolaget mintegy 440 üzlettel rendelkezik a 10,5 milliós lakosságú Svédországban, vagyis nagyjából 24 ezer lakosonként van 1 italbolt Svédországban. A svéd önkormányzatoknak joguk van ahhoz, hogy megtiltsák a Systembolaget üzletek létrehozását a településükön.
A Systembolaget üzletei hétköznap legkorábban 10 órától legkésőbb 20 óráig, szombaton legkorábban 10 órától legkésőbb 15 óráig tarthatnak nyitva. Vasárnap és ünnepnapokon a Systembolaget összes üzlete zárva tart. A Systembolaget üzletei december 24-én és június 24-én is zárva tartanak.
Alkoholos italokat a Systembolaget üzleteken kívül csak éttermekben lehet árusítani, ott is csak 11 óra és hajnali 1 óra között, és kizárólag helybeli fogyasztásra. A bárokban és a pubokban csak akkor lehet alkoholos italokat árusítani, ha azok étteremnek minősülnek, ami azt jelenti, hogy számos főtt és sült, helyben fogyasztható ételt kell árulniuk és felszolgálniuk a helyszínen. Ez jelentősen megnehezíti kocsmák működtetését Svédországban, nagyban segítve ezzel az alkoholizmus elleni küzdelmet.
Az éttermeknek, a bároknak és a puboknak engedélyre van szükségük az önkormányzattól alkoholos italok árusítására. Az engedély megszerzéséhez az étterem kültéri, kiülős részeit el kell különíteni az utcától, pl. kerítéssel vagy üvegfallal. Ittas személyeket alkoholos italok árusítására engedéllyel rendelkező vendéglátóhelyre tilos beengedni. Akik józanul érkeznek, de az étteremben részegre isszák magukat, azokat nem szabad a továbbiakban kiszolgálni, súlyosabb esetben pedig azonnal el kell távolítani a vendéglátóhelyről. Minden eladott alkoholos italnak azonnali fogyasztásra alkalmasnak kell lennie, vagyis a személyzetnek fel kell nyitnia a palackokat az italok eladásakor, vagy pedig pohárban kell felszolgálni az alkoholos italt a vendégnek. A vendégek alkoholos italokat nem hozhatnak be az étterembe és nem vihetnek onnan ki. Az éttermekben a vendégeknek minden egyes eladott pohár vagy palack után közvetlenül ki kell fizetniük az alkoholos ital árát; nem lehet később, az ital elfogyasztása után fizetni. Ha van belépődíj, akkor tilos az alkoholos italok árát beszámítani a belépődíjba.
A vonatokon ha van étkezőkocsi, és étteremnek minősül (azaz árulnak és felszolgálnak főtt és sült ételeket), akkor engedély esetén az étkezőkocsiban árusíthatnak alkoholos italokat helybeli fogyasztásra, de csak 11 óra és hajnali 1 óra között. Máshol vásárolt alkoholos italt azonban tilos fogyasztani a vonatokon Svédországban. Szintén tilos alkoholt fogyasztani a vasútállomásokon és a vasúti megállóhelyeken.

## Jogszabályi háttér

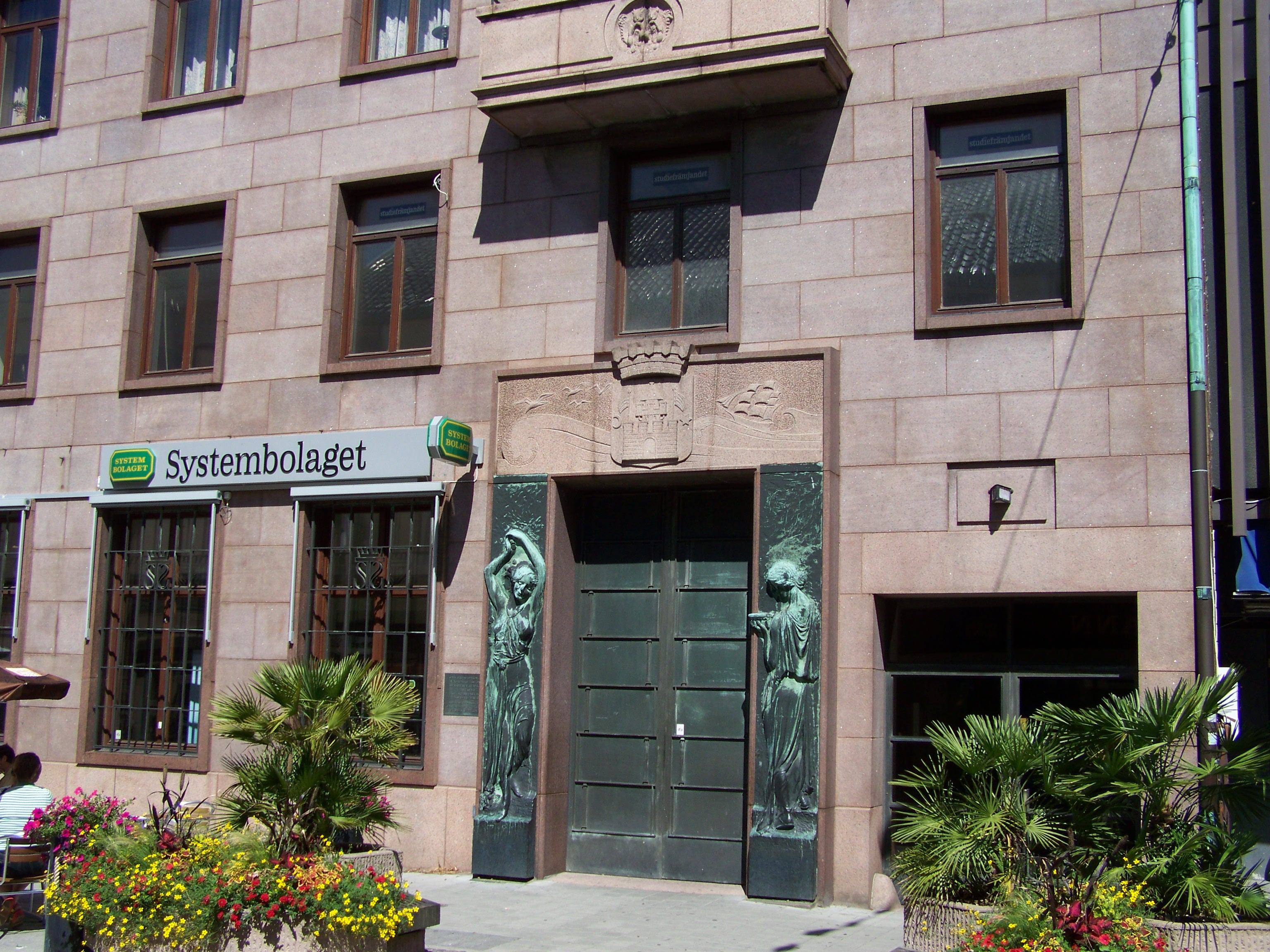
Egy Systembolaget italbolt Trelleborgban kívülről

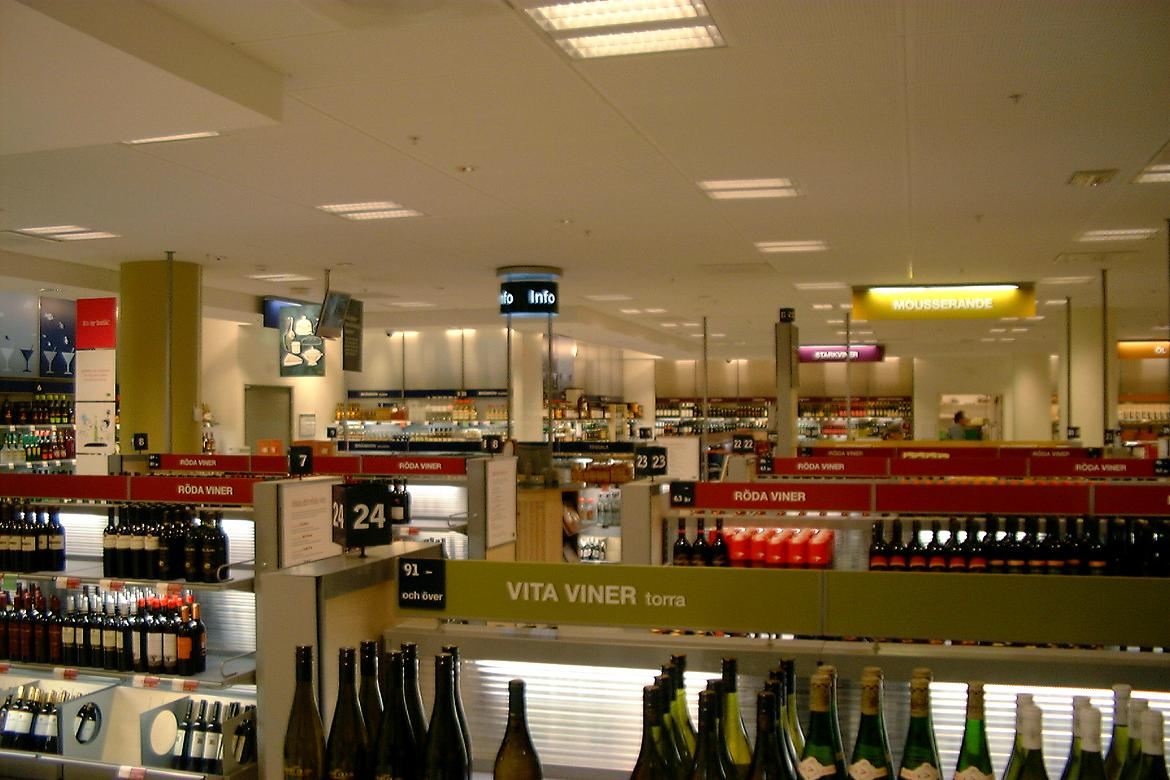
Egy Systembolaget italbolt belülről

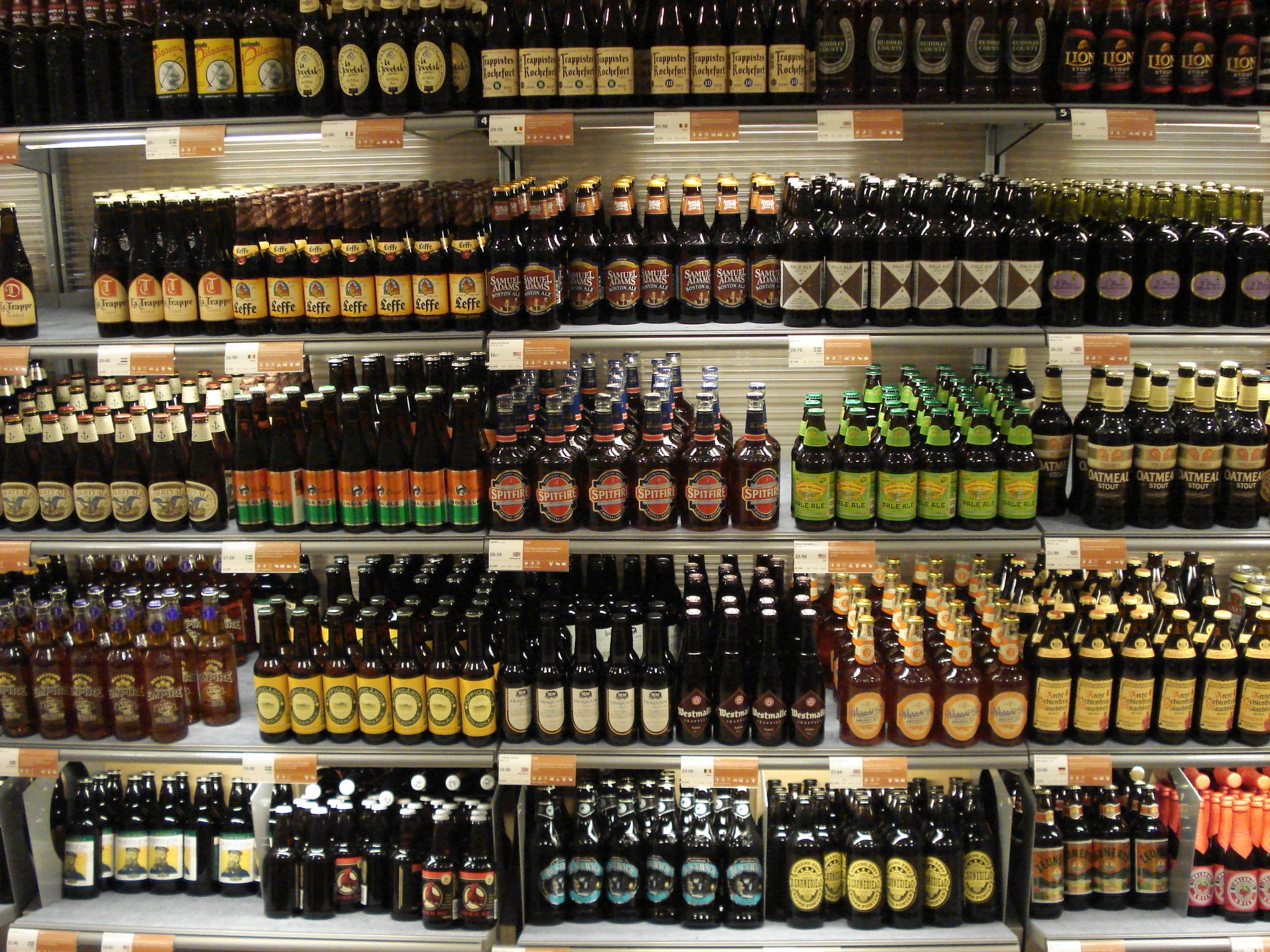
Különböző márkájú sörök egy Systembolaget italbolt polcain

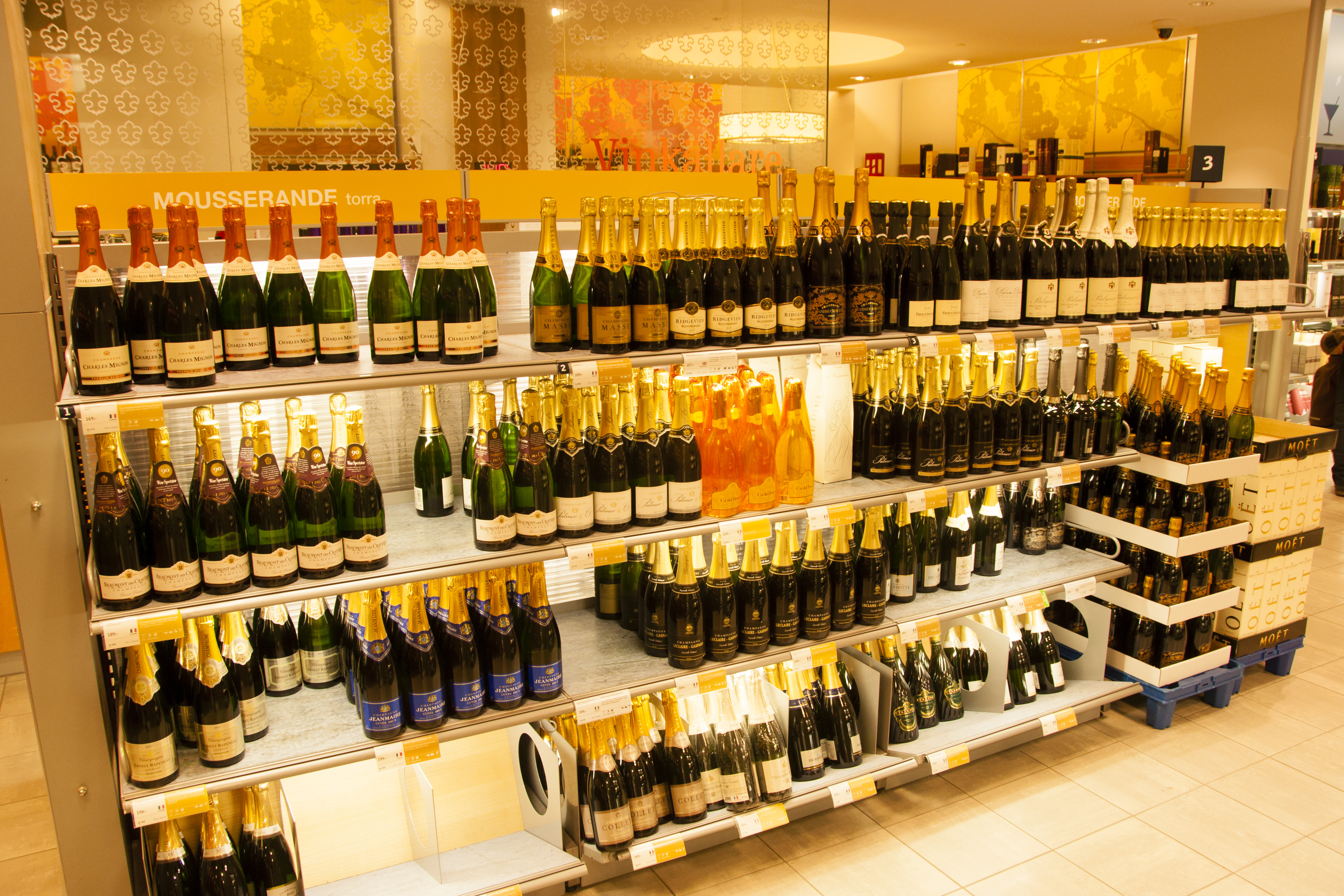
Pezsgők egy Systembolaget italboltban

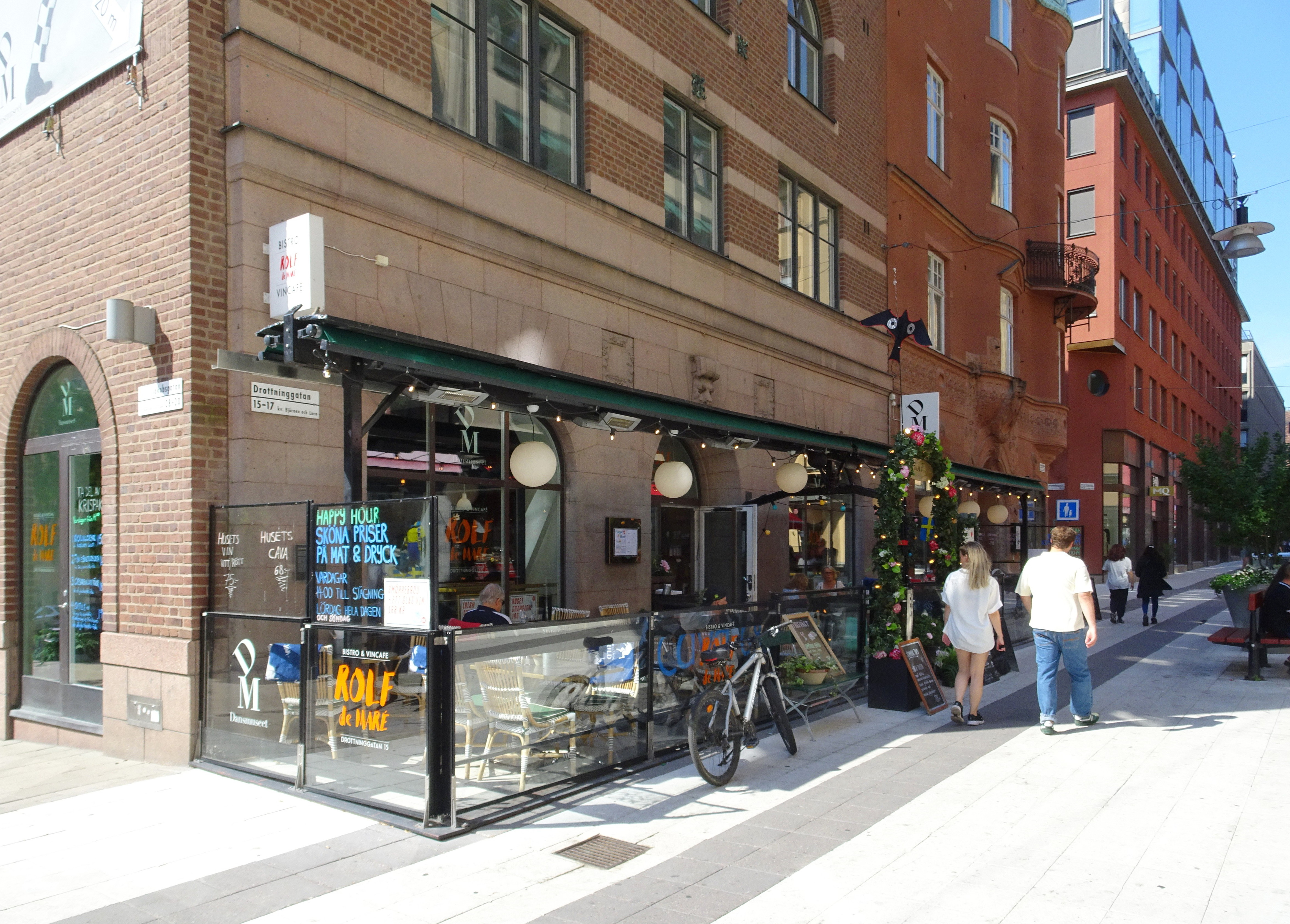
Az éttermek engedély esetén árusíthatnak alkoholos italokat, de kizárólag helybeli fogyasztásra. Az engedély megszerzéséhez az étterem kültéri, kiülős részeit el kell különíteni az utcától, pl. kerítéssel vagy üvegfallal.

- Minden terméket csak egydarabos kiszerelésben lehet értékesíteni – kivéve azokat a termékeket, amelyeket nem tartanak raktáron, hanem csak előrendeléssel lehet megvásárolni.
- Tilos „egyet fizet, kettőt kap”, illetve bármilyen olyan típusú akció keretében értékesíteni, amely esetében két vagy több termék megvétele anyagilag jobban megéri, mintha csak egyet venne a vásárló.
- A Systembolagetnek tilos reklámoznia a termékeit.
- Tilos kóstolásra szánt alkoholos italokat ingyenesen osztogatni.
- A termékeket tilos hűtőszekrényben tárolni – részint költségtakarékossági okokból, részint környezetvédelmi okok miatt, részint pedig azért, hogy a nyári melegben ne ösztönözzék az embereket arra, hogy alkoholos itallal frissítsék fel magukat.
- Alkoholtartalmú italokat csak 20 éven felüli vásárlóknak lehet értékesíteni.
- Azon vásárlókat, akik 25 évnél fiatalabbnak látszanak, a pénztáros köteles megkérni arra, hogy fényképes igazolvánnyal igazolják, hogy betöltötték a 20. életévüket. Ezt az európai uniós országok és a skandináv országok állampolgárai személyazonosító igazolvány vagy útlevél felmutatásával tehetik meg.
- A bolthálózat nem értékesíthet alkoholos italokat ittas vásárlóknak, illetve olyan vásárlóknak, akikről feltételezhető, hogy az alkoholos italokat 20 éven aluliaknak vásárolja.
- Alkoholos italok behozatala Svédországba egyéni fogyasztásra lehetséges, amit EU-s jogszabályok határoznak meg. Azonban Svédországban adót vetnek ki a postai úton küldött alkoholos italokra a címzettnek.
- Termelők és alkoholos italok importjával foglalkozó cégek közvetlenül értékesíthetnek a vendéglátó egységeknek (EU-s jogszabály alapján).
- Az alkoholos italok előállítói – például a bortermelők – maguk nem árulhatják a termékeiket, de joguk van a legközelebbi Systembolaget üzleteken keresztül értékesíteni azokat, ha az országos szintű értékesítéshez túl kevés alkoholos italt állítanak elő.
- A monopolhelyzet alól a repülőterek vámterületei mentesülnek, ahol már csak a becsekkolt utasok tudnak vásárolni.
- Svéd vizeken közlekedő hajókon tilos alkoholos italok értékesítése.[10][11][12]

## Ár- és adópolitika
Minden alkoholos ital esetében az alkoholtartalma, nem pedig az ára alapján állapítják meg a jövedéki adó mértékét, illetve minden terméket egységes haszonkulccsal árusítanak.
- A sörök esetében a jövedéki adó mértéke minden %-nyi alkoholtartalom után literenként 2,28 svéd korona (75,07 forint), így egy 0,5 literes 5,5%-os alkoholtartalmú sör esetében a jövedéki adó mértéke 6,27 svéd korona (206,45 forint).[13]
- A csendes borok, habzóborok, illetve egyéb csendes és habzó erjesztett italok esetében a jövedéki adó mértéke egy táblázatot követ:
  - legfeljebb 2,25%-os alkoholtartalom esetén literenként 0 korona (0 forint),
  - 2,25%-nál nagyobb, de legfeljebb 4,5%-os alkoholtartalom esetén literenként 10,38 korona (341,78 forint),
  - 4,5%-nál nagyobb, de legfeljebb 7%-os alkoholtartalom esetén literenként 15,34 korona (505,10 forint),
  - 7%-nál nagyobb, de legfeljebb 8,5%-os alkoholtartalom esetén literenként 21,12 korona (695,41 forint),
  - 8,5%-nál nagyobb, de legfeljebb 15%-os alkoholtartalom esetén literenként 29,58 korona (973,98 forint),
  - a 15%-nál nagyobb alkoholtartalmú csendes borok, habzóborok, illetve egyéb csendes és habzó erjesztett italok esetében pedig literenként 61,90 korona (2038,17 forint) a jövedéki adó mértéke.[13]
- A köztes alkoholtermékek esetében a jövedéki adó mértéke egy másik táblázatot követ:
  - legfeljebb 15%-os alkoholtartalom esetén literenként 37,34 korona (1229,49 forint),
  - a 15%-nál nagyobb alkoholtartalmú köztes alkoholtermékek esetében pedig literenként 61,90 korona (2038,17 forint) a jövedéki adó mértéke.[13]
- Az égetett szeszek esetében a jövedéki adó mértéke minden %-nyi alkoholtartalom után literenként 5,2697 svéd korona (173,51 forint) – vagyis 526,97 svéd korona (17 351 forint) literenként az alkoholon, vagy 263,49 svéd korona (8676 forint) 1 liter 50%-os alkoholtartalmú szeszes italon.[13]

## Fordítás
- Ez a szócikk részben vagy egészben  a   Systembolaget című angol Wikipédia-szócikk ezen változatának fordításán alapul.  Az eredeti cikk szerkesztőit annak laptörténete sorolja fel. Ez a jelzés csupán a megfogalmazás eredetét és a szerzői jogokat jelzi, nem szolgál a cikkben szereplő információk forrásmegjelöléseként.